# 61 Cancri
61 Cancri, som är stjärnans Flamsteed-beteckning, är en dubbelstjärna, belägen i den norra delen av stjärnbilden Kräftan. Den har en kombinerad skenbar magnitud av ca 6,29 och kräver åtminstone en handkikare för att kunna observeras. Baserat på parallaxmätning inom Hipparcosuppdraget på ca 18,0 mas, beräknas den befinna sig på ett avstånd på ca 181 ljusår (ca 56 parsek) från solen. Den rör sig bort från solen med en heliocentrisk radialhastighet på ca 10 km/s.

## Egenskaper
Primärstjärnan 61 Cancri A är en gul till vit stjärna i huvudserien av spektralklass F4 V. Den har en massa som är ca 1,4 solmassor, en radie som är ca 2,4 solradier och utsänder från dess fotosfär ca 8,3 gånger mera energi än solen vid en effektiv temperatur av ca 6 400 K.
De två stjärnorna i 61 Cancri verkar vara ungefär identiska med enskild massa på ca 1,4 gånger solens och skenbar magnitud av 7,0. De har en vinkelseparation på 0,300 bågsekunder vid en positionsvinkel av 129,0° år 2014. Paret kretsar runt varandra med en beräknad omloppsperiod på 40,657 år. Ingen signifikant nivå av kromosfärisk aktivitet har observerats från någon av stjärnorna.